# Melanophryniscus peritus
Melanophryniscus peritus es una especie de anfibio anuro de la familia Bufonidae.

## Distribución geográfica
Esta especie es endémica de Minas Gerais en Brasil. Se encuentra en Camanducaia a unos 2000 m sobre el nivel del mar en el Pico do Selado.

## Publicación original
- Caramaschi and Cruz, 2011: A new possibly threatened species of Melanophryniscus Gallardo, 1961 from the state of Minas Gerais, southeastern Brazil (Amphibia, Anura, Bufonidae). Boletim do Museu Nacional. Nova serie zoologia, Río de Janeiro, n.º 528, p. 1-9.[3]